# Великобритания на «Евровидении-1960»
Великобритания принимала участие в Евровидении 1960 в качестве страны-хозяйки конкурса. Её представил Брайан Джонсон с песней «Looking high, high, high», выступавший под номером 1. В этом году страна заняла второе место, получив 25 баллов. Комментаторами конкурса от Великобритании в этом году стали Дэвид Джейкобс и Пит Мюррей, а глашатаем — Ник Бюррел-Дэвис.
Нидерланды, победившие в прошлом году, отказались проводить конкурс у себя в стране, тогда эстафету приняла Великобритания, занявшая второе место.

## Национальный отбор

### Первый полуфинал[3]
| Номер | Артист                         | Песня                      | Место |
| ----- | ------------------------------ | -------------------------- | ----- |
| 1     | Перл Карр & Тедди Джонсон      | «Pickin' petals»           | —     |
| 2     | David Hughes with Jimmy Fraser | «Mi amor»                  | Финал |
| 3     | Don Lang                       | «As the big dipper dipped» | —     |
| 4     | Benny Lee                      | «Friendly Street»          | —     |
| 5     | Lita Roza                      | «Unexpectedly»             | Финал |
| 6     | Malcolm Vaughan                | «Each tomorrow»            | Финал |

Первый полуфинал прошёл 2 февраля 1960 года в телевизионном центре BBC в Лондоне, организованный компанией Дэвида Джейкобса. По итогу полуфинала в финал прошли три песни.

### Второй полуфинал
| Номер | Артист                    | Песня                         | Место |
| ----- | ------------------------- | ----------------------------- | ----- |
| 1     | Перл Карр & Тедди Джонсон | «When the tide turns»         | Финал |
| 2     | Ronnie Carroll            | «Girl with a curl»            | Финал |
| 3     | Vince Eager               | «Teenage tears»               | 6-е   |
| 4     | Брайан Джонсон            | «Looking high, high, high»    | Финал |
| 5     | Marion Keene              | «Love, kisses and heartaches» | 5-е   |
| 6     | Denis Lotis               | «Love me a little»            | Финал |

Второй полуфинал прошёл 4 февраля 1960 года в телевизионном центре BBC в Лондоне, организованный компанией Дэвида Джейкобса. По итогу полуфинала две песни заняли третье место, и было решено пропустить в финал 4 участника.

### Финал[4]
| Номер | Артист                         | Песня                      | Место |
| ----- | ------------------------------ | -------------------------- | ----- |
| 1     | Перл Карр & Тедди Джонсон      | «When the tide turns»      | —     |
| 2     | Ronnie Carroll                 | «Girl with a curl»         | —     |
| 3     | Malcolm Vaughan                | «Each tomorrow»            | 4-е   |
| 4     | David Hughes with Jimmy Fraser | «Mi amor»                  | 2-е   |
| 5     | Lita Roza                      | «Unexpectedly»             | —     |
| 6     | Брайан Джонсон                 | «Looking high, high, high» | 1-е   |
| 7     | Denis Lotis                    | «Love me a little»         | —     |

Финал национального отбора состоялся 6 февраля 1960 года в телецентре BBC в Лондоне. В жюри вошло 7 человек. Победителем стал Брайан Джонсон с песней «Looking high, high, high», уже участвовавший в отборе в 1957 году. В национальном отборе также принимал участие дуэт Перл Карр и Тедди Джонсон, победивший в прошлом году.

## Страны, отдавшие баллы Великобритании
Каждая страна имела жюри в количестве 10 человек, каждый человек мог отдать очко понравившейся песне.
| Отдали Великобритании… | Отдали Великобритании… | Отдали Великобритании… | Отдали Великобритании… | Отдали Великобритании…         |
| 5 баллов               | 4 балла                | 3 балла                | 2 балла                | 1 балл                         |
| ---------------------- | ---------------------- | ---------------------- | ---------------------- | ------------------------------ |
| Люксембург Нидерланды  | Швейцария              | Австрия                | Норвегия Италия        | Швеция Бельгия Монако Германия |

## Страны, получившие баллы от Великобритании
| 5 баллов | Франция                 |
| 2 балла  | Австрия                 |
| 1 балл   | Дания, Норвегия, Монако |